# Frea irrorata
Frea irrorata är en skalbaggsart som först beskrevs av Jordan 1894.  Frea irrorata ingår i släktet Frea och familjen långhorningar.
Artens utbredningsområde är Gabon. Inga underarter finns listade i Catalogue of Life.